# Kamaitachi

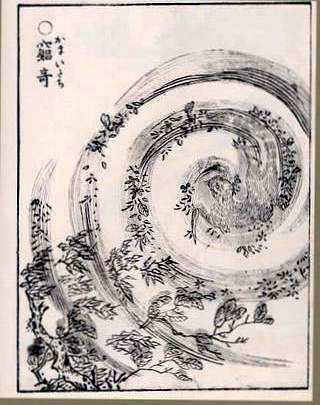
Un kamaitachi in un'incisione di Toriyama Sekien nel suo libro Gazu Hyakki Yagyō

Il kamaitachi (鎌鼬?) è uno yōkai, una creatura soprannaturale della mitologia giapponese, tradizionalmente associata al vento e diffusa in varie zone del Giappone, soprattutto montuose e, appunto, ventose.

## Il mito
Di questo spirito esistono molte versioni, in parte differenti per aspetto e caratteristiche a seconda della zona d'avvistamento, ma in generale si tratta di un velocissimo essere dall'aspetto di donnola (per tradizione considerato un animale maligno), che si muove cavalcando folate di vento e che è munito di artigli affilati come rasoi coi quali ferisce alle gambe i malcapitati passanti per poi dileguarsi immediatamente. L'azione è così rapida che spesso le vittime non si accorgono nemmeno dell'attacco, anche perché, altra caratteristica peculiare del kamaitachi, le ferite inferte non provocano dolore ma solo sanguinamento, a volte anche copioso. Secondo alcune versioni, invece, accadrebbe l'esatto contrario e cioè che le ferite non sanguinerebbero quasi per nulla ma causerebbero grande dolore e in taluni casi sarebbero fatali.
La versione più famosa del kamaitachi ha origine nelle montagne delle regioni di Mino e Hida (oggi accorpate nella prefettura di Gifu), dove sembra che apparisse come un terzetto di donnole di cui la prima faceva inciampare la vittima, la seconda le tagliava la pelle delle gambe e la terza le curava la ferita con una medicina in grado di eliminare il dolore. Questa interpretazione sembra sia da ricondurre a Toriyama Sekien, che fu probabilmente anche il primo ad associare l'apparizione alla donnola; egli eseguì, infatti, un tipico gioco di parole, alterando leggermente uno dei nomi più popolari della creatura, kamaetachi (構え太刀? "attacco di tachi"), per trasformarlo appunto in kamaitachi (鎌鼬? "donnola con le falci").
Nella prefettura di Niigata, invece, il kamaitachi era uno spirito singolo ma molto più aggressivo, tanto che le sue vittime non riuscivano più a liberarsene.

## Presenza nella cultura di massa moderna
L'immagine di donnole armate di affilati rasoi si è fatta recentemente strada in diversi manga ed anime, che portano indirettamente omaggio alla creatura mitologica. Ecco una breve lista di apparizioni:
- Kamaitachi è un famoso gruppo musicale giapponese Visual kei/Punk metal, scioltosi nel 1991.
- In One Piece, il pirata Cavendish ha un alter ego conosciuto come il "Kamaitachi di Rommel", in parte ispirato all'omonima creatura.
- Nell'anime Inuyasha, all'inizio dell'episodio intitolato Il vortice sulla mano destra: Miroku, il monaco deviato, Miroku combatte con un demone dalle sembianze di una donnola che potrebbe essere ricondotto al kamaitachi. Ancor di più può esserlo il personaggio di Kagura, che cavalca il vento trasportata da una piuma gigante e combatte scagliando lame di vento.
- Nel manga Ushio e Tora, appare un terzetto di kamaitachi (nella versione della Granata Press, il nome è tradotto come "bestie del vento").
- "Kamaitachi" è il nome di uno spirito nella serie Shaman King.
- Nella serie Naruto, Temari usa tecniche ispirate al kamaitachi: col suo enorme ventaglio è in grado di scagliare il colpo lame di vento, di generare vortici e farsi trasportare, nonché di evocare una donnola armata di falce che produce a sua volta raffiche di vento taglienti.
- Nel manga Bleach, uno shinigami è soprannominato "Kamaitachi", data la sua particolare tecnica in cui utilizza migliaia di lame simili a shuriken, facendole roteare rapidamente intorno a sé.
- Nell'anime Kanokon, il kamaitachi è lo spirito di Omi Kiriyama.
- Nella serie di videogiochi Pokémon, I Pokémon Sneasel e Weavile sono simili al kamaitachi. "Kamaitachi" inoltre è il nome giapponese della mossa "Ventagliente". Ironicamente, non possono apprenderla.
- Il kamaitachi è presente anche nel videogioco Ōkami.
- "Kamaitachi" è il titolo di una canzone strumentale della band brasiliana Sepultura, tratta dall'album Against.
- Nell'anime Durarara!! il personaggio di Izaya Orihara si autodefinisce come "il kamaitachi" per via della sua bravura nel maneggiare armi da taglio (per la precisione questo avviene nell'episodio 3).
- "Kamaitachi" è una delle abilità utilizzate nella serie anime Isuca.
- Nel videogioco Monster Hunter Rise sono stati introdotti dei mostri chiamati Izuchi e Gran Izuchi, il cui aspetto è basato su quello dei Kamaitachi,.
- In The Reincarnation Of The Strongest Exorcist In Another World, è uno dei "Yokai" usati dal protagonista Seika Lamprogue.